# Urzainqui
Urzainqui (baskijski: Urzainki) – gmina w Hiszpanii, w Nawarze, o powierzchni 20,92 km². W 2011 roku gmina liczyła 95 mieszkańców.